# Одеський ОРТПЦ
Одеський обласний радіотелевізійний передавальний центр (ОРТПЦ) — державне підприємство України, що входить до складу концерну радіомовлення, радіозв'язку та телебачення (РРТ). Розташований центр в Одесі на вул. Фонтанська дорога, 3.
Одеський ОРТПЦ є базовим підприємством Одеської національної академії зв'язку ім. Попова (ОНАЗ), співпрацює з українським науково-дослідним інститутом радіо і телебачення (УНДІРТ).
Перший диктор Одеського телебачення Н. С. Харченко.

## Історія
Одеський ОРТПЦ був створений на базі Одеського радіоцентру, який було введено в постійну експлуатацію 1945 року.
Телецентр почав свою роботу в 1952 році, коли в Одесі тільки з'явилося телебачення. Однак до цього шість років кілька телепрограм у тестовому режимі передавалися з інститутського телецентру, що знаходиться в приміщенні кафедри Академії зв'язку ім. Попова.
Перші голоси у телеефірі Одеси — голоси студентів Люди Кострикиной та Ігоря Комара, тут же починала свій шлях легендарна теледиктор Одеси Неллі Харченко. Руками співробітників і студентів кафедри були створені перший одеський телецентр і перший телевізійний ретранслятор в Одеській області.
- 1956 — 1 жовтня вийшла в ефір перша передача Одеської телестудії (мовлення з Одеського інституту зв'язку);
- 1958 — відкриття Одеського телецентру, 5 листопада вийшла в ефір перша передача на 5 ТВК;
- 1962 — почалися перші трансляції з Москви;
- 1968 — почалися перші трансляції з Києва на 5 ТВК.

## Структура
До складу Одеського обласного радіотелевізійного центру входять передавачі, розташовані на території області, також радіорелейні лінії протяжністю близько 1100 км. По них передаються сигнали з Києва, а також на передавачі, розташовані в області.
На території Одеської області розташовано 32 споруди висотою від 45 до 257 м, у їх число входить і Телевізійна вишка Одеси.

## Розвиток цифрового телебачення
Згідно з державною цільовою програмою Одеський ОРТПЦ почав підготовку до впровадження цифрового телерадіомовлення в Одеській області. Планується створити інфраструктуру цифрового мовлення, що гарантовано покриє всю територію Одеської області.
Введені в експлуатацію 2 зони синхронного мовлення в стандарті DVB-T (MPEG-4).
У 2010 році 24 червня — відбулося экспрементальне мовлення у стандарті DVB-T2 на 35 ТВК.
У 2011 році В Одесі запущено мовлення 4х мультиплексів у стандарті DVB-T2 на 23, 32, 39 та 43 ТВК.
Одеса належить до 73 цифровий зоні.